# Marcus Collins
Marcus Collins (Liverpool, 1988. május 15. –) angol énekes, aki másodikként végzett a brit X Factor nyolcadik évadjában, 2011-ben. 

Mentora az X Factor-ban, a Take That frontembere, Gary Barlow volt, akivel azóta is együtt dolgozik. Debütáló albuma, melyhez saját nevét adta, a Marcus Collins, és az erről készülő első kislemez, a Seven Nation Army, amely egy feldolgozása a The White Stripes együttes 2003-as, szintén „Seven Nation Army” című slágerének.